# チビバース ストーリー
『チビバース ストーリー』（原題：Chibiverse）はディズニー・テレビジョン・アニメーション制作のテレビアニメ。
その名の通りディズニー制作のテレビ番組（主にテレビアニメ）のキャラクターがちびキャラとして登場するクロスオーバー作品。
アメリカでは2022年7月30日よりディズニー・チャンネルで放送開始。日本では2023年7月8日よりディズニー・チャンネルで放送開始。各エピソードはいくつかの『チビ・ショートストーリー』（原題：Chibi Tiny Tales）の短編で構成される。

## 登場人物
司会やメインゲストを除く多くのキャラクターはエピソード内で話しておらず、姿だけ登場している。

### アウルハウス（The Owl House）より
ルース・ノセダ（Luz Noceda）
声 - 竹内恵美子
第3話ではメインゲストとして登場。
イーダ・クロウソーン（Eda Clawthorne）
キング・クロウソーン（King Clawthorne）
フーティ（Hooty）
アウルバート（Owlbert）
タイニー・ノーズ（Tiny Nose）
リリス・クロウソーン（Lilith Clawthorne）
アミティ・ブライト（Amity Blight）
ウィロー・パーク（Willow Park）
ガス・ポーター（Gus Porter）
皇帝べロス（Emperor Belos）
　第4話ではチビ・ヴィランズとして登場。

### 悪魔バスター★スター・バタフライ（Star Butterfly）より
スター・バタフライ（Star Butterfly）
マルコ・ディアス（Marco Diaz）
ポニー・ヘッド（Pony Head）

### アメリカン・ドラゴン（American Dragon: Jake Long）より
フー・ドッグ（Fu Dog）

### ガーゴイルズ（Gargoyles）より
ブロンクス（buronx）

### 怪奇ゾーン グラビティフォールズ（Gravity Falls）より
ディッパー・パインズ（Dipper Pines）
メイベル・パインズ（Mabel Pines）
スタン・パインズ（Stan Pines）
よったん（Waddles）
ビル・サイファー（Bill Cipher）
第4話ではチビ・ヴィランズとして登場。

### キム・ポッシブル（Kim Possible）より
キム・ポッシブル（Kim Possible）
ロン・ストッパブル（Ron Stoppable）
ルーファス（Rufus）
シーゴー（Shego）
第4話ではチビ・ヴィランズとして登場。

### ゴースト＆モリー（The Ghost and Molly McGee）より
モリー・マギー（Molly McGee）
声 - 大平あひる
第1話、第2話、第4話では司会として登場。
スクラッチ（Scratch）
声 - あべそういち
第1話、第2話では司会として登場。
アンドレア・ダベンポート（Andrea Davenport）
リビー・シュタイン=トーレス（Libby Stein-Torres）
議長（The Chairman）
第4話ではチビ・ヴィランズとして登場。

### ゾンビーズ（Zombies）より
アディソン（Addison）
ゼッド（Zed）

### ダックテイルズ（DuckTales）より
スクルージ・マクダック（Scrooge McDuck）
ヒューイ・ダック（Huey Duck）
デューイ・ダック（Dewey Duck）
ルーイ・ダック（Louie Duck）
ウェビー・ヴァンダークワック（Webby Vanderquack）
ドナルド・ダック（Donald Duck）
ランチパッド・マクワック（Launchpad McQuack）
フェントン・クラックシェル・カブレラ（Fenton Crackshell-Cabrera）
マジカ・デ・スペル（Magica de Spell）
第4話ではチビ・ヴィランズとして登場。
フリントハート・グロムゴールド（Flintheart Glomgold）
声 -
第4話ではチビ・ヴィランズとして登場。
ミセス・ビークリー（Mrs. Beakley)
ビッグタイム・ビーグル（Big Time Beagle）
リナ・セイブルウィング（Lena Sabrewing）

### ディセンダント（Descendants）より
マル（Mal）
イヴィ（Evie）
ジェイ（Jay）
カルロス（Carlos De Vil）
ベン（Ben）
オードリー（Audrey）
声 - 種市桃子
第4話ではチビ・ヴィランズとして登場。
ジェーン（Jane）
ダグ（Doug）
ウーマ（Uma）
ハリー（Harry Hook）
ディジー・トレメイン（Dizzy Tremaine）
セリア（Celia Facilier）
フェアリー・ゴッドマザー（Fairy Godmother）
ハデス（Hades）

### なんだかんだワンダー（Wander Over Yonder）より
ワンダー（Wander）
ヘイター卿（Lord Hater）

### ハイスクール・ミュージカル（High School Musical）より
トロイ・ボルトン（Troy Bolton）
ガブリエラ・モンテス（Gabriella Mortez）
シャーペイ・エヴァンス（Sharpay Evans）
ライアン・エヴァンス（Ryan Evans）
チャド・ダンフォース（Chad Danforth）
テイラー・マッカーシー（Taylor McKessie）
ダーバス先生（Ms. Darbus）

### ハムスターとグレーテル（Hamster & Gretel）より
グレーテル・グラント・ゴメス（Gretel Grant-Gomez）
ハムスター（Hamster）
声 - 田所陽向
第4話ではメインゲストとして登場。
ケビン・グラント・ゴメス（Kevin Grant-Gomez）
プロフェッサー びっくりマーク（Professor Exclamation）
第4話ではチビ・ヴィランズとして登場。
ヒロミ（Hiromi Tanaka）

### ビッグシティ・グリーン（Big City Greens）より
クリケット・グリーン（Cricket Green）
声 - 新祐樹
第1話では司会として登場。
ティリー・グリーン（Tilly Green）
声 - 田中杏沙
第1話では司会として登場。
ビル・グリーン（Bill Green）
バーチャン（Alice Green）
レミー・レミントン（Remy Remington）
声 - 内藤有海
第3話ではチビ・ヴィランズとして登場。
チップ・ウィースラー（Chip Whistler）
キーズ巡査（Officer Keys）

### フィニアスとファーブ（Phineas and Ferb）より
フィニアス・フリン（Phineas Flynn）
声 - 宮田幸季
第3話では司会として登場。
ファーブ・フレッチャー（Ferb Fletcher）
第3話では司会として登場。
キャンディス・フリン（Candace Flynn）
カモノハシペリー（Perry the Platypus）
ハインツ・ドゥーフェンシュマーツ博士（Heinz Doofenshmirtz）
声 - 多田野曜平
第3話ではメインゲストとして登場。
リンダ・フリン（Linda Flynn）

### ふしぎの国 アンフィビア（Amphibia）より
アン・ブーンチョイ（Anne Boonchuy）
第2話では司会として登場。
スプリグ・プランター（Sprig Plantar）
第2話では司会として登場。
ホップポップ・プランター（Hopidiah "Hop Pop" Plantar）
ポリー・プランター（Polly Plantar）
ドミノ（Domino）
ベッシー（Bessie）
サーシャ・ウェイブライト（Sasha Waybright）
マーシー・ウー（Marcy Wu）
キング・アンドリアス（King Andrias）
声 - 藤井隼
第4話ではチビ・ヴィランズとして登場。
ウォリー（Wally）

### プラウドファミリー（The Proud Family）より
ペニー・プラウド（Penny Proud）
声 - 芝崎典子
第4話では司会として登場。
ディジョネイ・ジョーンズ（Dijonay Jones）
パフ（Puff）
オスカー・プラウド（Oscar Proud）
ビービーとシーシー（BeBe & CeCe Proud）
ラ・シェネガ・ブールバーデズ（LaCienega Boulevardez）
トゥルーディー・プラウド（Trudy Proud）
シュガー・ママ・プラウド（Suga Mama）

### マイロ・マーフィーの法則（Milo Murphy's Law）より
マイロ・マーフィー（Milo Murphy）
ディーオージー（Diogee）
ザック・アンダーウッド（Zack Underwood）

### ラプンツェル ザ・シリーズ（Tangled: The Series）より
カサンドラ（Cassandra）

## エピソード一覧
| # | サブタイトル             | 原題                      | 放送日        | 放送日        |
| - | ------------------------ | ------------------------- | ------------- | ------------- |
| 1 | ピザと花火               | "Pizza vs. Fireworks"     | 2022年7月30日 | 2023年7月8日  |
| 2 | 不運なチビたち           | "Bad Luck Chibis"         | 2022年9月10日 | 2023年7月9日  |
| 3 | 親友ダンスパーティー     | "The Great Chibi Mix-Up!" | 2022年10月8日 | 2023年7月15日 |
| 4 | チビ・ヴィランズあらわる | "Chibi Villains Unite"    | 2023年3月4日  | 2023年7月22日 |

## 短編一覧
| タイトル                                  | タイトル                                | 元作品 | 登場エピソード | 公開日         |
| ----------------------------------------- | --------------------------------------- | --- | -------------- | -------------- |
| カマキリボウリング                        | "Mantis Bowling"                        | ふしぎの国 アンフィビア                                                                                               | #4             | 2020年6月7日   |
| ハエとスプリグ                            | "Quit Bugging Me"                       | ふしぎの国 アンフィビア                                                                                               | #1,#3          | 2020年6月14日  |
| ゴーグルを食べないで                      | "Bird Attack"                           | ふしぎの国 アンフィビア                                                                                               | #2             | 2020年6月21日  |
| かなしきバケツ                            | "Bucket Blues"                          | ふしぎの国 アンフィビア                                                                                               | #2             | 2020年6月28日  |
| みんなで記念写真を                        | "Family Photo"                          | ふしぎの国 アンフィビア                                                                                               | #2             | 2020年7月6日   |
| 底なし沼のアン                            | "Quicksand"                             | ふしぎの国 アンフィビア                                                                                               | #2             | 2020年7月12日  |
| ドゥーフの足生やしネーター                | "Rollercoaster"                         | フィニアスとファーブ                                                                                                  | #2             | 2020年8月21日  |
| ドゥーフの冷え冷えネーター                | "Freezinator"                           | フィニアスとファーブ                                                                                                  | #1,#3          | 2020年8月30日  |
| 走れ キャンディス                         | "Run, Candace, Run"                     | フィニアスとファーブ                                                                                                  | #1             | 2020年9月6日   |
| ハロウィーンタウン チビバージョン         | "Halloweentown: As Told by Chibi"       | ハロウィーンタウン | #3             | 2020年10月4日  |
| ハロウィーンタウンのヘアカット            | "Haircut"                               | ハロウィーンタウン | #3             | 2020年10月11日 |
| ハロウィーンタウンの夜デート              | "First Date Fright"                     | ハロウィーンタウン | #4             | 2020年10月18日 |
| ターキー争奪戦                            | "Turkey Tussle"                         | ビッグシティ・グリーン                                                                                                | #2             | 2020年11月16日 |
| サイテーなクリスマス                      | "Christmas Crashers"                    | ビッグシティ・グリーン                                                                                                | #3             | 2020年11月29日 |
| 大雪がつもったら                          | "Say It Ain't Snow"                     | ビッグシティ・グリーン                                                                                                | #4             | 2020年12月6日  |
| マヤ遺跡で大あばれ                        | "Mayan Mayhem"                          | ダックテイルズ | #2             | 2021年2月26日  |
| 10セントをうばえ！                        | "Dime and Dash"                         | ダックテイルズ | #1             | 2021年3月7日   |
| ブリトーを求めて                          | "Burrito Bash"                          | ダックテイルズ | #1             | 2021年3月14日  |
| ディセンダント3 チビバージョン            | "Descendants 3: As Told by Chibi"       | ディセンダント3 | #1             | 2021年7月4日   |
| ディセンダントの夜デート                  | "Date Night at the Museum"              | ディセンダント | #1,#2          | 2021年7月11日  |
|                                           | "Queen of Mean"                         | ディセンダント | #3             | 2021年7月18日  |
| ゾンビーズ2 チビバージョン                | "ZOMBIES 2: As Told by Chibi"           | ゾンビーズ2 | #2             | 2021年9月5日   |
| チビたちをおどかせ！                      | "Scratch Haunts The Chibiverse"         | ゴースト＆モリー，フィニアスとファーブ，ふしぎの国 アンフィビア，アウルハウス，ダックテイルズ，ビッグシティ・グリーン | #1,#3          | 2021年10月3日  |
| オバケやしきの恐怖                        | "Molly's Haunted Mansion"               | ゴースト＆モリー，ホーンテッドマンション                                                                              | #2,#4          | 2021年10月8日  |
| おかしはほどほどに                        | "Scratch's Sugar Rush"                  | ゴースト＆モリー | #3             | 2021年10月17日 |
| ハイスクール・ミュージカル チビバージョン | "High School musical: As Told by Chibi" | ハイスクール・ミュージカル                                                                                            | #1,4           | 2021年11月21日 |
| 冬のリレーきょうそう                      | "Christmas Marathon"                    | ビッグシティ・グリーン                                                                                                | #4             | 2021年12月19日 |
| ドゥーフ バーチャンに恋をする             | "Doof Falls for Gramma"                 | ビッグシティ・グリーン，フィニアスとファーブ                                                                          | #1,#2          | 2022年2月6日   |
| 朝ごはんランド                            | "Breakfastland!"                        | ビッグシティ・グリーン                                                                                                | #1             | 2022年3月13日  |
| もようがえバトル                          | "Bedroom Battle"                        | ゴースト＆モリー | #1,#2          | 2022年4月4日   |
| かってに撮らないで                        | "Selfie Safari"                         | ふしぎの国 アンフィビア                                                                                               | #2             | 2022年4月18日  |
| スクラッチ ママになる                     | "Springtime for Mama Scratch"           | ゴースト＆モリー | #2             | 2022年5月1日   |
| カエルたち 宇宙へ行く                     | "Frogs in Space"                        | ふしぎの国 アンフィビア                                                                                               | #1             | 2022年5月8日   |
| ボイリング島のケーキバトル                | "The Bake Off!"                         | アウルハウス | #1,#2          | 2022年5月17日  |
| ゾンビーズ1+2+3 チビバージョン            | "ZOMBIES 1-3: As Told by Chibi"         | ゾンビーズ | #3             | 2022年8月13日  |
| フーティのおてつだい                      | "Hooty the Palisman Sitter"             | アウルハウス | #3             | 2022年9月3日   |
| ルースとアミティのデート                  | "Lumity Date"                           | アウルハウス | #3             | 2022年9月10日  |
| アイスクリームのためなら                  | "Ice Cream Rewind"                      | ハムスターとグレーテル                                                                                                | #3             | 2022年9月24日  |
| 博物館でのたたかい                        | "Museum Mayhem"                         | ハムスターとグレーテル                                                                                                | #3             | 2022年10月1日  |
| のろわれたエレベーター                    | "Elevator Escapade"                     | ビッグシティ・グリーン                                                                                                | #4             | 2022年10月6日  |
| ジェットコースター・ラブ                  | "Rollercoaster Romance"                 | ハムスターとグレーテル                                                                                                | #4             | 2022年10月8日  |
| パイレーツ・オブ・アンフィビアン          | "Pirates of the Amphibbean"             | ふしぎの国 アンフィビア，パイレーツ・オブ・カリビアン                                                                 | #4             | 2022年11月5日  |
| ジャングル・ダック                        | "Jungle Ducks"                          | ダックテイルズ | #4             | 2022年11月19日 |
| アンフィビア・ハウス                      | "The Amphibia House"                    | アウルハウス，ふしぎの国 アンフィビア                                                                                 | #4             | 2023年1月14日  |
| ゲーム・オブ・プラウドファミリー          | "Game of Phones"                        | プラウド・ファミリー                                                                                                  | #4             | 2023年2月4日   |
| ふたごパニック                            | "Twin Troubles"                         | プラウド・ファミリー                                                                                                  | #4             | 2023年2月11日  |
| プルーンはだれのもの？                    | "Prune Wars"                            | ビッグシティ・グリーン，プラウド・ファミリー                                                                          | #4             | 2023年2月18日  |

## スタッフ

### 日本語版制作
- OPメイン歌唱 - オオノリュータロー
- OPコーラス - ココシマナオト、武内鮎美
- Breaking Free 歌唱 - オオノリュータロー
- 翻訳/詞訳 - 武田直美
- 演出 - 三好慶一郎
- 音楽演出 - 新倉歩
- 音楽調整 - 峰澤歩
- 録音制作 - 東北新社